# كل باغ
كل باغ(بالأذرية: Kələbağ، بالتركية: Kələbaq، بالفارسية: کل‌باغ) هي قرية في بلدية روستوف (أذربيجان) في مقاطعة قوبا في أذربيجان.